# Lotus Elise
Lotus Elise – samochód marki Lotus, produkowany od 1995 roku. 
Podwozie auta jest wykonane z wytłoczek aluminiowych. Są one klejone, by w niektórych miejscach można zastosować cieńsze struktury. Koła, zawieszenie i tarcze hamulcowe wykonano z lekkich stopów.
Elise ma stopowy, 16-zaworowy silnik z serii K Rovera z podwójnym wałkiem rozrządu. Nowoczesna forma konstrukcji sandwiczowej z długimi śrubami biegnącymi przez całą głębokość silnika trzyma go w całości. To konstrukcja z mokrymi tulejami cylindrowymi o najcieńszym z możliwych płaszczu wodnym, żeby silnik był jak najbardziej zwarty. Moment obrotowy wynosi 170 Nm. Auto jest lekkie, więc przyspieszeniami przewyższa posiadającego podobny silnik MGF 1,8i, a nawet mające mocniejszy silnik MGF VVC.
- 1993: naczelny inżynier Lotusa do spraw projektowania ujawnia, że firma zamierza zaprojektować lekki samochód sportowy nastawiony na dobre prowadzenie i osiągi (nowoczesną wersje Lotusa Seven). Nieco później zainteresowanie zgłasza Rover, ale kiedy w 1994 roku zostaje przejęty przez BMW, rozmowy nie są kontynuowane.
- 1994: Zarząd daje Elise zielone światło do przejścia do etapu produkcyjnego. Dostaje nazwę od imienia wnuczki Romano Artioliego.
- 1995: Elise debiutuje podczas Frankfurckiego Salonu Samochodowego i zostaje jedną z jego gwiazd.
- 1996: Lotus Elise wchodzi na rynek europejski.

## Tesla Roadster
Na Lotusie Elise bazuje jeden z najsłynniejszych seryjnie produkowanych samochodów elektrycznych Tesla Roadster firmy Tesla Motors. Auta były produkowane w Anglii, jednak ich montaż końcowy (w tym wyposażenie w napęd trakcyjny i akumulatory) następował w Kalifornii. W latach 2008–2012 sprzedano 2500 egzemplarzy. Tesla Roadster jest o około 500 kg cięższy od konwencjonalnego Lotusa Elise, jednak napęd elektryczny zasilany z akumulatorów litowo-jonowych pozwala rozpędzić wersję elektryczną od 0 do 100 km/h w około 3,9 s, a w przypadku wersji sportowej nawet w 3,7 s.